# Cerchio ceviano
In geometria, il cerchio ceviano è la circonferenza passante per i tre estremi delle ceviane concorrenti sui lati opposti di un triangolo; ovvero può essere definita come il circumcerchio di un triangolo ceviano. Per ogni punto ceviano dunque esiste un rispettivo cerchio ceviano.